# Dara al-Kabira
Dara al-Kabira (arab. دارة الكبيرة) – wieś w Syrii, w muhafazie Idlib. W 2004 roku liczyła 692 mieszkańców.